# Leslie Talbot
Frank Leslie (Les) Talbot (Hednesford, 3 augustus 1910 – Alkmaar, 5 december 1983) was een Brits voetballer en voetbalcoach. Als trainer werd hij met zowel RCH in 1953 als DWS in 1964 kampioen van Nederland.

## Loopbaan
Les Talbot kwam in de jaren twintig uit voor Hednesford Town. In 1930 tekende hij een contract bij Blackburn Rovers. In zes jaar speelde de aanvaller negentig competitieduels, waarin hij twintig doelpunten maakte. Van 1936 tot 1939 kwam Talbot uit voor Cardiff City en vervolgens stond hij tot 1947 onder contract bij Walsall. Toen vanwege het uitbreken van de Tweede Wereldoorlog de competitie werd stilgelegd, was hij slechts enkele keren in actie gekomen voor Walsall. Tijdens de oorlog deed Talbot dienst in het leger en kwam hij als gastspeler uit voor Bath City FC. Na de oorlog kwam hij weer voor Walsall uit. In 1947 beëindigde hij zijn actieve voetballoopbaan.
Eind jaren veertig trad Talbot als trainer in dienst van RCH uit Heemstede in Nederland. Met dit team werd hij in 1953 kampioen van Nederland. In 1955 trad RCH toe tot het betaald voetbal waarin het in 1956 kampioen werd van de Eerste klasse A. De jaren daarop kwam het uit in de Eerste divisie. In maart 1959 besloten Talbot en RCH hun verbintenis na twaalf jaar aan het einde van het lopende seizoen te verbreken. Hij werd opgevolgd door Kick Smit. Talbot trainde vanaf 1960 de amateurvereniging Zandvoortmeeuwen. In 1961 trad hij als opvolger van Arie de Vroet in dienst van Be Quick uit Groningen. Deze vereniging verruilde hij in juli 1962 voor het Amsterdamse DWS/A.
Met DWS werd Talbot in 1963 kampioen van de Eerste divisie en na promotie in 1964 kampioen van de Eredivisie. Door het kampioenschap kwam DWS in seizoen 1964/65 uit in de Europacup I, waarin het in de kwartfinale werd uitgeschakeld door Győri Vasas ETO uit Hongarije. Talbot eindigde met DWS in 1965 als tweede in de Eredivisie en in 1966 als vierde. Hij was vervolgens een seizoen coach van Heracles en een seizoen van AZ '67, alvorens hij in 1968 terugkeerde bij DWS. Na een ontslag in december 1969 keerde hij in april 1970 ad-interim terug bij RCH. Vanaf medio 1970 tot 1972 was hij trainer van EVV Eindhoven.

## Privéleven
Talbot was de schoonvader van voetballer Dirk Roelfsema, die in de jaren zestig voor Be Quick en SC Cambuur uitkwam. Toen deze in september 1973 vanwege een operatie enkele weken het trainerschap van amateur-derdeklasser SV Houtigehage niet kon uitoefenen, nam Talbot het van hem over. De ploeg promoveerde aan het eind van het seizoen naar de Tweede klasse.
Leslie Talbot bleef na zijn loopbaan in Nederland wonen. Hij overleed in december 1983 op 73-jarige leeftijd in een ziekenhuis in Alkmaar.

## Erelijst
AFC DWS
| Nationaal      |    |         |
| Landskampioen  | 1x | 1963/64 |
| Eerste divisie | 1x | 1962/63 |